# Bruno Zaldo
Bruno Zaldo y Rivera (Pradoluengo, 6 de octubre de 1836-26 de agosto de 1916) fue un político, banquero y comerciante español, diputado y senador de las Cortes de la Restauración durante el reinado de Alfonso XIII.

## Biografía
Nacido en la localidad burgalesa de Pradoluengo el 6 de octubre de 1836, emigró hacia México y se convirtió en Veracruz en un exitoso comerciante-banquero y jerarca haciendo fortuna. Zaldo, que volvería a España, fue junto a Antonio Basagoiti y Florencio Rodríguez uno de los promotores de la creación del Banco Hispano Americano a principios del siglo XX.
Fue elegido diputado por Madrid en las Cortes de la Restauración en los comicios de 1905. Entre 1907 y 1910 fue senador por la provincia de Burgos. En las elecciones de 1910 sería elegido de nuevo diputado por Madrid.
Falleció el 26 de agosto de 1916.